# Карл Вільгельм Нозе
Карл Вільгельм Нозе (нар. 18 листопада 1753, Брауншвейг — † 22 червня 1835, Енденіх поблизу Бонна) — німецький лікар і мінералог.

## Життєпис
Нозе вивчав медицину, і після успішного отримання ліцензії на медичну практику він оселився лікарем в Аугсбурзі. Пізніше він переїхав до Ельберфельда на ту ж роботу.
Будучи капером, Нозе спочатку оселився в Кельні, а потім на деякий час у Бонні. Останні роки життя провів в Енденічі. Тоді він знайшов там свій останній спочинок.
Окрім повсякденної роботи, Нозе особливо цікавився природничими науками. Завдяки хімії він незабаром прийшов до мінералогії та опублікував деякі праці в цій галузі, важливі для сучасних досліджень. Але він також цікавився географією та історією. У 1808 році Нозе описав мінерал вулканічного походження, який він назвав шпінелланом, оскільки він був схожий на шпінель. Пізніше хімік Мартін Генріх Клапрот назвав цей мінерал нозеан (Nosean) на честь Карла Вільгельма Нозе.
У 1789 році К. Нозе вперше описав санідин.

## Нагороди та відзнаки
- Гірська рада Брауншвейга
- Посольська рада Оранж-Нассау
- Член Леопольдіни з 1780 року під академічним псевдонімом Артефій III.[4]
- Екстраординарний член Пфальцької виборчої академії наук, 1791[5]
- З 1807 член-кореспондент Баварської академії наук

## Друковані праці
- Versuch einiger Beiträge zur Chemie, 1778
- Abhandlung vom Mennigebrennen. Besonders in Deutschland. Lochner, Nürnberg 1779 (Digitalisat).
- Über einige besonders gebildete Quarzdrusen. In: Schriften der Gesellschaft naturforschender Freunde zu Berlin. Bd. 8 (1788), S. 260—270 (Digitalisat).
- Reißblei in Kupfergrün. In: Crell's Annalen. 1788.
- Ueber das Schiefergebirge, 1789 (mit der Erstbeschreibung von Sanidin)
- Orographische Briefe über das Siebengebirge und die benachbarten, zum Theil vulkanischen Gegenden beyder Ufer des Niederrheins, Erster Teil, westliche Rheinseite, Frankfurt 1789, zweiter Teil, östliche Rheinseite, Frankfurt 1790.
- Ueber die Zuläßigkeit einer Auswahl unter klinischen Geschäften für freye Aerzte. Gebhard & Körber, Frankfurt am Main 1790 (Digitalisat).
- Orographische Briefe an Becher über die sauerländischen Gebirge in Westfalen, 1791
- Von der Geduld besonders des Arztes am Krankenbette: Ein Aufsatz, veranlaßt durch die fünfzigjährige Amts-Jubelfeyer eines verdienten Arztes. Gebhard & Körber, Frankfurt am Main 1791 (Digitalisat).
- Gründe eines Arztes, der medicinischen Praxis zu entsagen und sich über die am Krankenbette begangenen Fehler zu beruhigen. Gebhard & Körber, Frankfurt am Main 1791 (Digitalisat).
- Beiträge zu den Vorstellungsarten über vulkanische Gegenstände, 3 Teile, 1792, 1793, 1794
- Beschreibung einer Sammlung von meist vulkanisirten Fossilien die Déodat de Dolomieu von Malta aus nach Augsburg und Berlin versandte. Gebhard & Körber, Frankfurt am Main 1797 (Digitalisat).
- Mineralogische Studien über die Gebirge am Niederrhein. Nach der Handschrift eines Privatisirenden herausgegeben von Johann Jakob Nöggerath. Hermann, Frankfurt am Main 1808 (Digitalisat).
- Über die Bimssteine und deren Porphyre. Thiriaert, Köln 1819.
- Historische Symbola, die Basalt-Genesis betreffend, 1820
- Kritik der geologischen Theorie, besonders der von Breislak und jener ähnlichen. 2 Bde. Weber, Bonn 1821/22 (Digitalisate: Bd. 1; Bd. 2).
- Beschluß der Kritik der bisherigen geologischen Theorie, 11834